# Herzele (België)
Herzele is een plaats en gemeente in de Belgische provincie Oost-Vlaanderen. De gemeente ligt in de Denderstreek en Vlaamse Ardennen.
Het grondgebied van Herzele wordt doorkruist door twee beken: de Molenbeek en de Molenbeek-Ter Erpenbeek. Herzele telt ruim 19.000 inwoners, die Herzelenaars worden genoemd.

## Geschiedenis
De naam ‘Herzele’ is afkomstig uit de 7e eeuw van ‘harja sali’, wat zoveel wil zeggen als ‘een gebouw van het leger’. Dit wijst op de burcht, die, weliswaar een primitieve versie uit hout- en vlechtwerk en aarden wallen, een goede verschansing was tegen de Noormannen.
In de zevende eeuw al werd in het centrum van de gemeente de burcht van Herzele opgericht, die het centrum zou worden van heel wat politiek gewoel, onder meer gevechten tussen Gentenaars en de graaf van Vlaanderen. Herzele was een heerlijkheid. De heer van Herzele nam in 1302 deel aan de Guldensporenslag aan de kant van de Vlamingen. De burcht werd definitief in de as gelegd onder het Spaanse bestuur (1579).

## Kernen en buurgemeenten
Herzele telt acht deelgemeenten.

### Deelgemeenten
|   | Naam                 | Opp. (km²) | Inwoners (2020) | Inwoners per km² | NIS-code |
| - | -------------------- | ---------- | --------------- | ---------------- | -------- |
| 1 | Herzele              | 7,72       | 5.970           | 773              | 41027A   |
| 2 | Hillegem             | 4,80       | 3.271           | 775              | 41027B   |
| 3 | Borsbeke             | 3,85       | 2.545           | 661              | 41027C   |
| 4 | Ressegem             | 3,92       | 1.251           | 319              | 41027D   |
| 5 | Woubrechtegem        | 4,86       | 1.003           | 206              | 41027E   |
| 6 | Sint-Antelinks       | 3,38       | 620             | 183              | 41027F   |
| 7 | Steenhuize-Wijnhuize | 7,65       | 1.790           | 234              | 41027G   |
| 8 | Sint-Lievens-Esse    | 11,74      | 2.052           | 175              | 41027H   |

Herzele grenst aan de volgende gemeenten:
- Sint-Lievens-Houtem (Sint-Lievens-Houtem & Letterhoutem)
- Erpe-Mere (Burst & Aaigem)
- Ninove (Aspelare & Voorde)
- Geraardsbergen (Ophasselt & Smeerebbe-Vloerzegem)
- Lierde (Sint-Maria-Lierde)
- Haaltert (Heldergem)
- Zottegem (Oombergen, Leeuwergem & Grotenberge)

## Bezienswaardigheden
- Het schepenhuis
- De neogotische Sint-Martinuskerk uit 1912.
- De Sint-Rochuskapel uit 1636.

### Molens
- Molen Te Rullegem
- Molen Ter Rijst
- 't Watermeuleke
- Watermolen 's-Heerenmeersen

### Kastelen
- Kasteel Du Parc-Locmaria
- Burcht van Herzele

## Natuur en landschap
Herzele ligt in de Vlaamse Ardennen op een hoogte van 55-82 meter. De gemeente telt twee Natuurpunt-natuurreservaten: het Duivenbos in het zuiden en het Doormansbos in het noorden.
In het zuiden loopt de Molenbeek-Ter Erpenbeek in oostelijke richting.

## Demografie

### Demografische evolutie voor de fusie
- Bronnen:NIS, Opm:1831 t/m 1970=volkstellingen;1976=inwonertal op 31 december

### Demografische ontwikkeling van de fusiegemeente
Alle historische gegevens hebben betrekking op de huidige gemeente, inclusief deelgemeenten, zoals ontstaan na de fusie van 1 januari 1977.
- Bronnen:NIS, Opm:1831 tot en met 1981=volkstellingen; 1990 en later= inwonertal op 1 januari

| Inwoners van jaar tot jaar op 1 januari 1992 tot heden | Inwoners van jaar tot jaar op 1 januari 1992 tot heden | Inwoners van jaar tot jaar op 1 januari 1992 tot heden |
| jaar                                                   | Aantal                                                 | Evolutie: 1992=index 100                               |
| ------------------------------------------------------ | ------------------------------------------------------ | ------------------------------------------------------ |
| 1992                                                   | 15.754                                                 | 100,0                                                  |
| 1993                                                   | 15.808                                                 | 100,3                                                  |
| 1994                                                   | 15.889                                                 | 100,9                                                  |
| 1995                                                   | 15.947                                                 | 101,2                                                  |
| 1996                                                   | 16.084                                                 | 102,1                                                  |
| 1997                                                   | 16.193                                                 | 102,8                                                  |
| 1998                                                   | 16.262                                                 | 103,2                                                  |
| 1999                                                   | 16.301                                                 | 103,5                                                  |
| 2000                                                   | 16.276                                                 | 103,3                                                  |
| 2001                                                   | 16.476                                                 | 104,6                                                  |
| 2002                                                   | 16.381                                                 | 104,0                                                  |
| 2003                                                   | 16.431                                                 | 104,3                                                  |
| 2004                                                   | 16.506                                                 | 104,8                                                  |
| 2005                                                   | 16.581                                                 | 105,2                                                  |
| 2006                                                   | 16.709                                                 | 106,1                                                  |
| 2007                                                   | 16.822                                                 | 106,8                                                  |
| 2008                                                   | 17.000                                                 | 107,9                                                  |
| 2009                                                   | 17.059                                                 | 108,3                                                  |
| 2010                                                   | 17.138                                                 | 108,8                                                  |
| 2011                                                   | 17.216                                                 | 109,3                                                  |
| 2012                                                   | 17.224                                                 | 109,3                                                  |
| 2013                                                   | 17.384                                                 | 110,3                                                  |
| 2014                                                   | 17.433                                                 | 110,7                                                  |
| 2015                                                   | 17.454                                                 | 110,8                                                  |
| 2016                                                   | 17.550                                                 | 111,4                                                  |
| 2017                                                   | 17.605                                                 | 111,7                                                  |
| 2018                                                   | 17.723                                                 | 112,5                                                  |
| 2019                                                   | 18.027                                                 | 114,4                                                  |
| 2020                                                   | 18.187                                                 | 115,4                                                  |
| 2021                                                   | 18.414                                                 | 116,9                                                  |
| 2022                                                   | 18.489                                                 | 117,4                                                  |
| 2023                                                   | 18.715                                                 | 118,8                                                  |
| 2024                                                   | 18.928                                                 | 120,1                                                  |
| 2025                                                   | 19.179                                                 | 121,7                                                  |

## Foto's

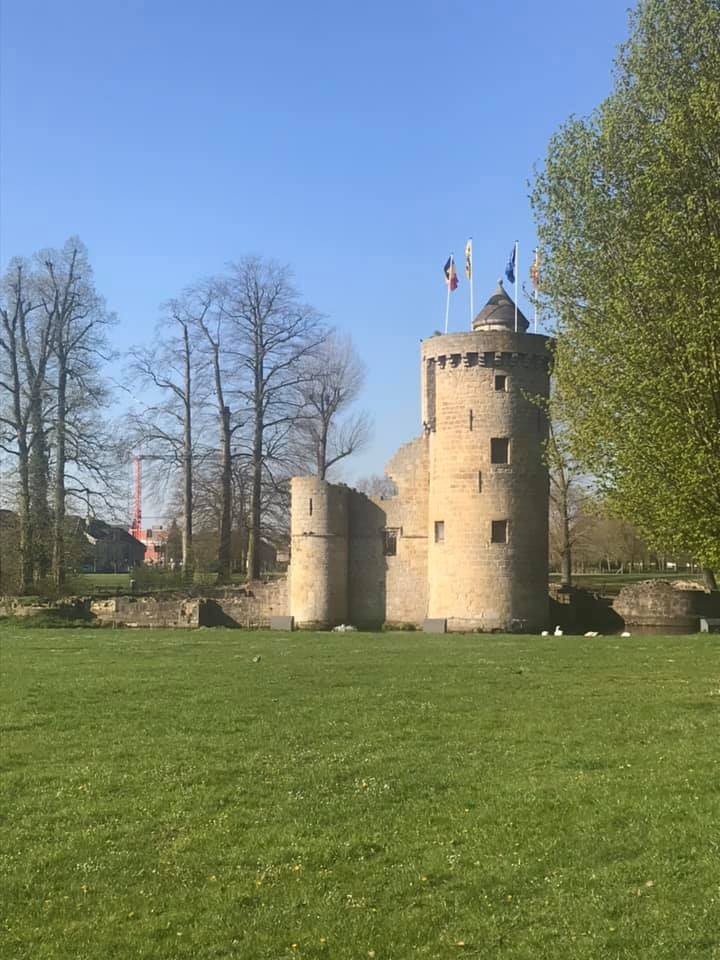
Burchtruïne
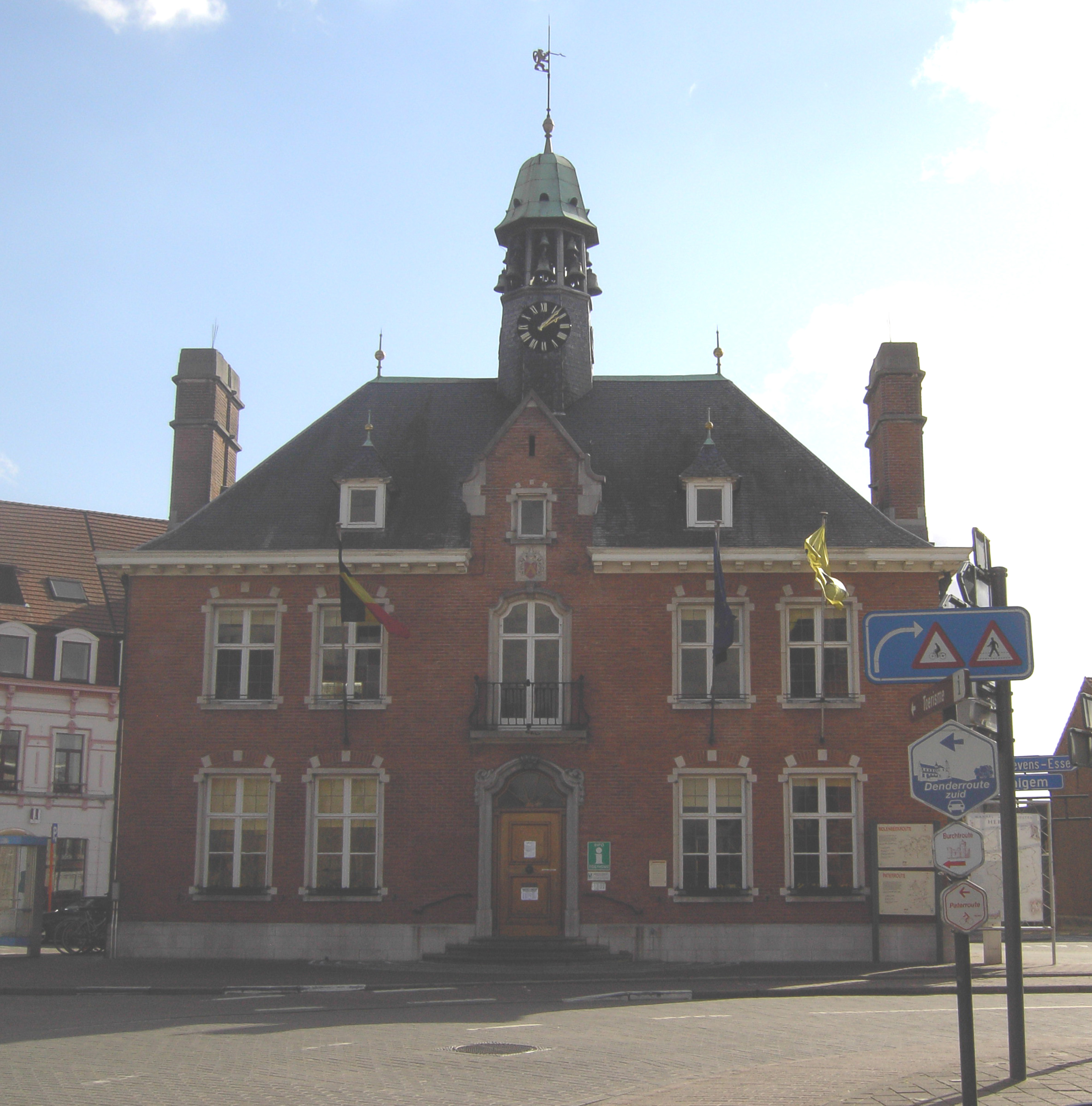
Schepenhuis
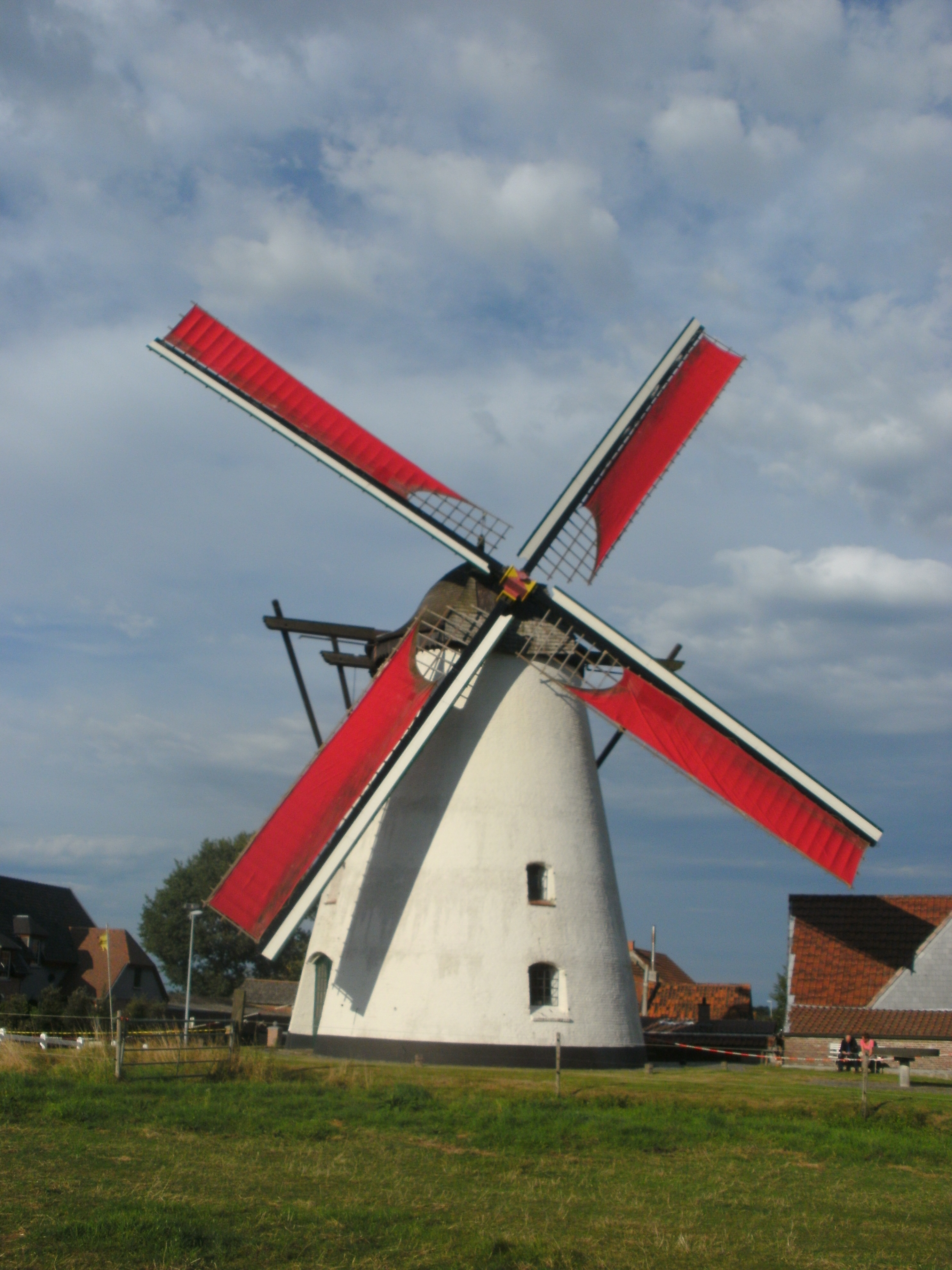
Molen Ter Rijst
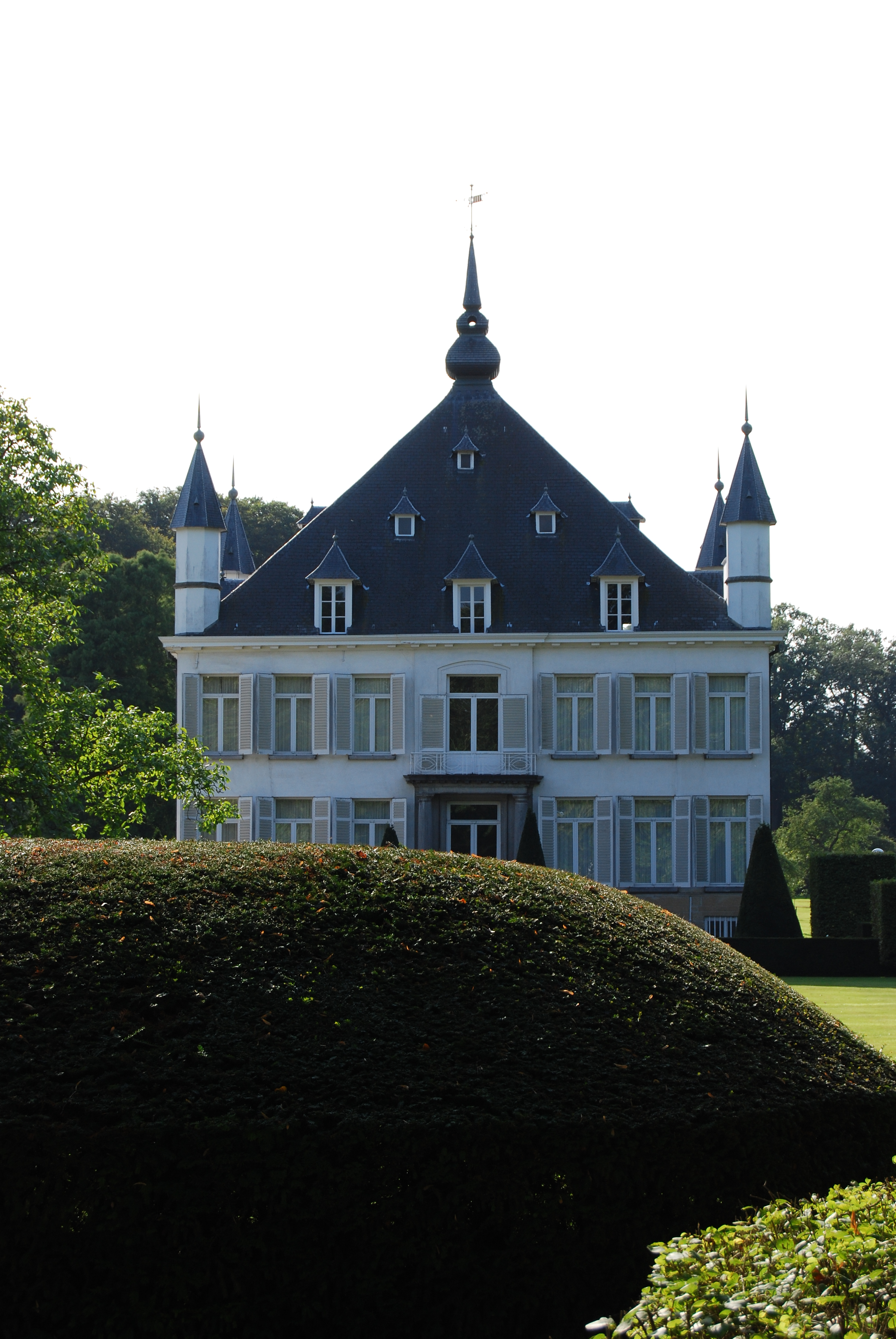
Kasteel van Steenhuize
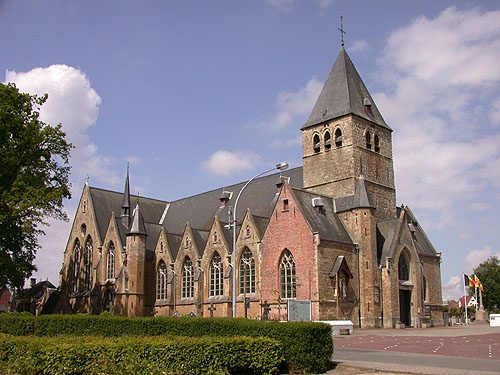
Sint-Martinuskerk
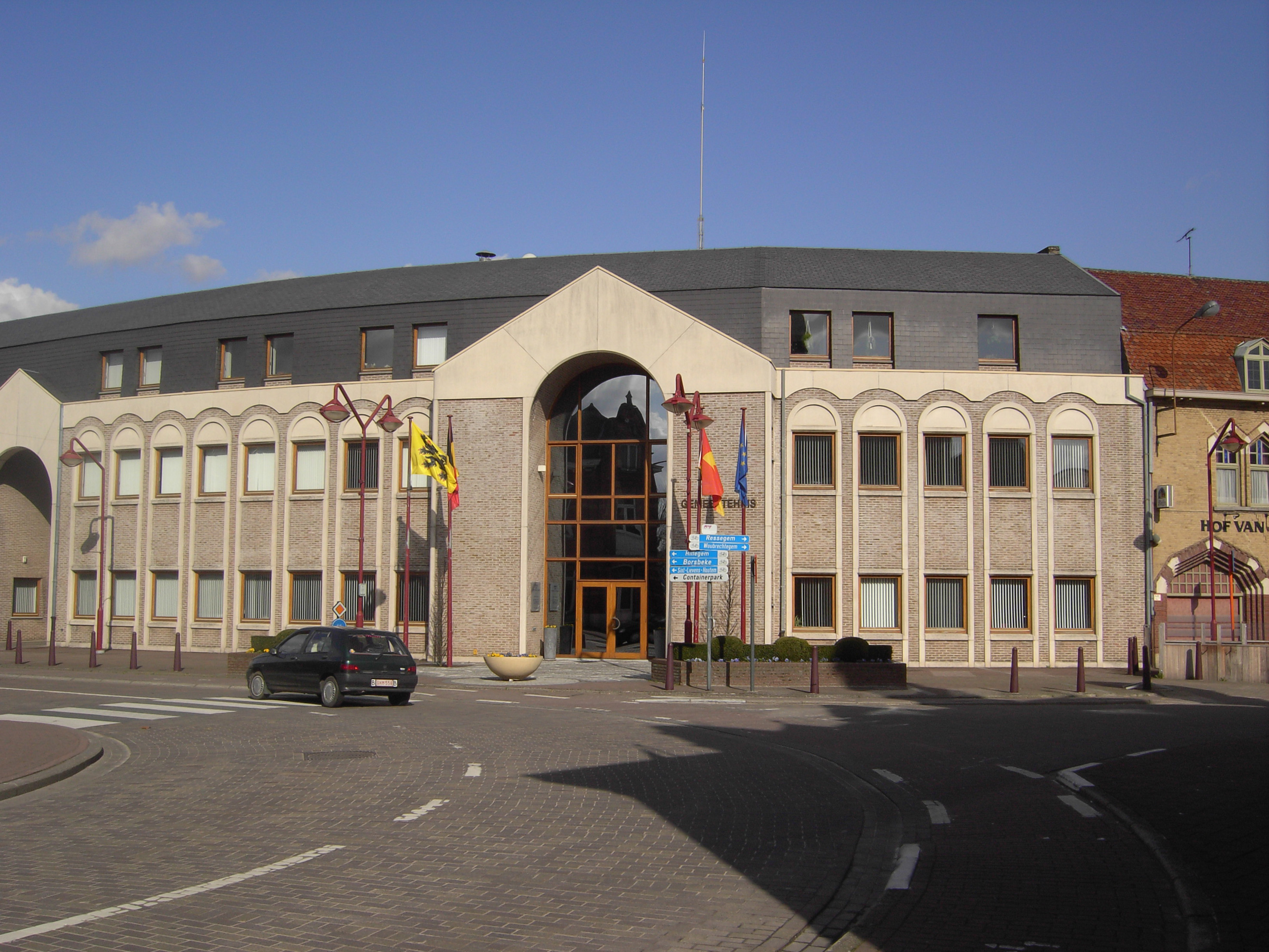
Gemeentehuis
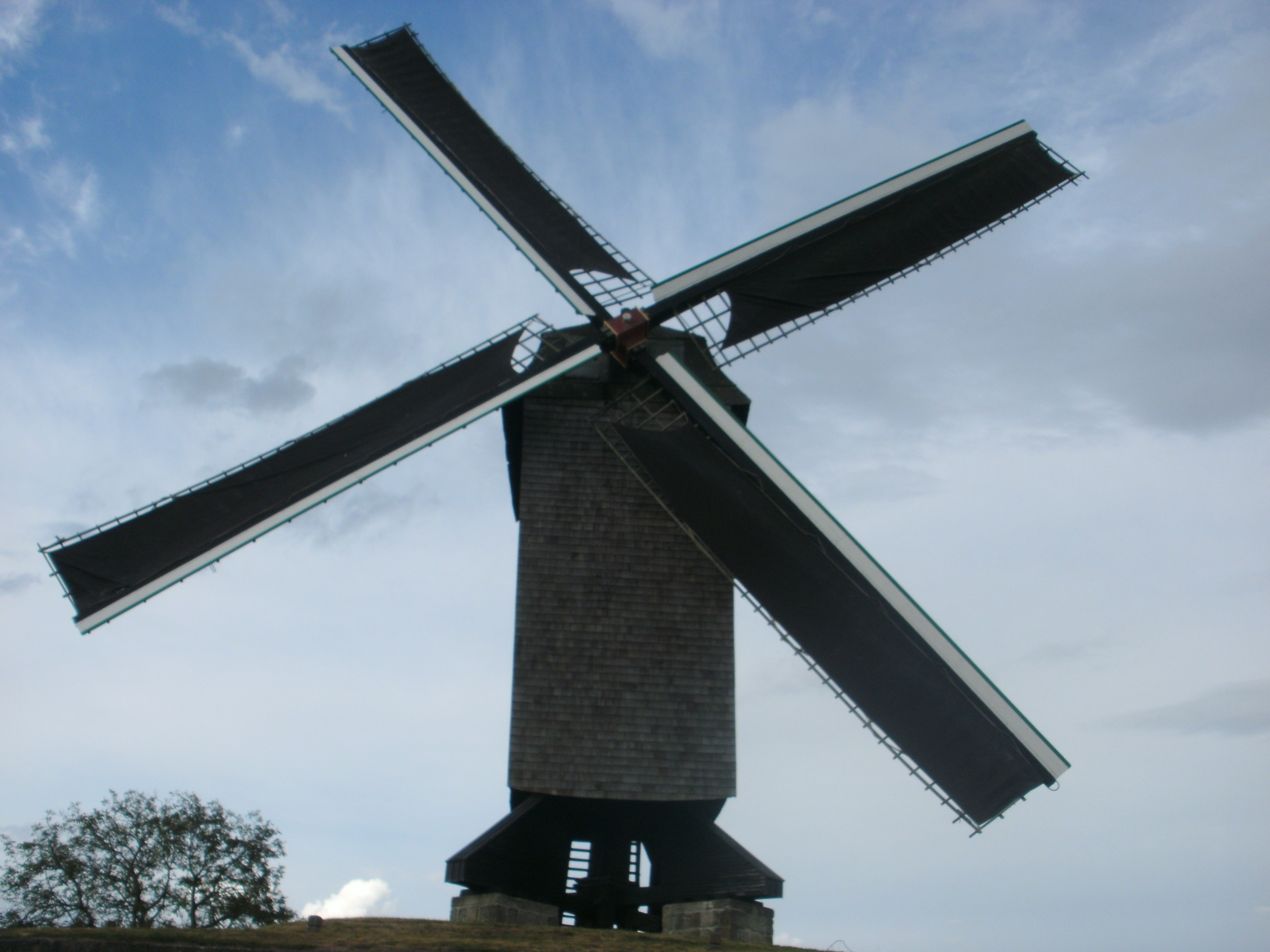
Molen Te Rullegem
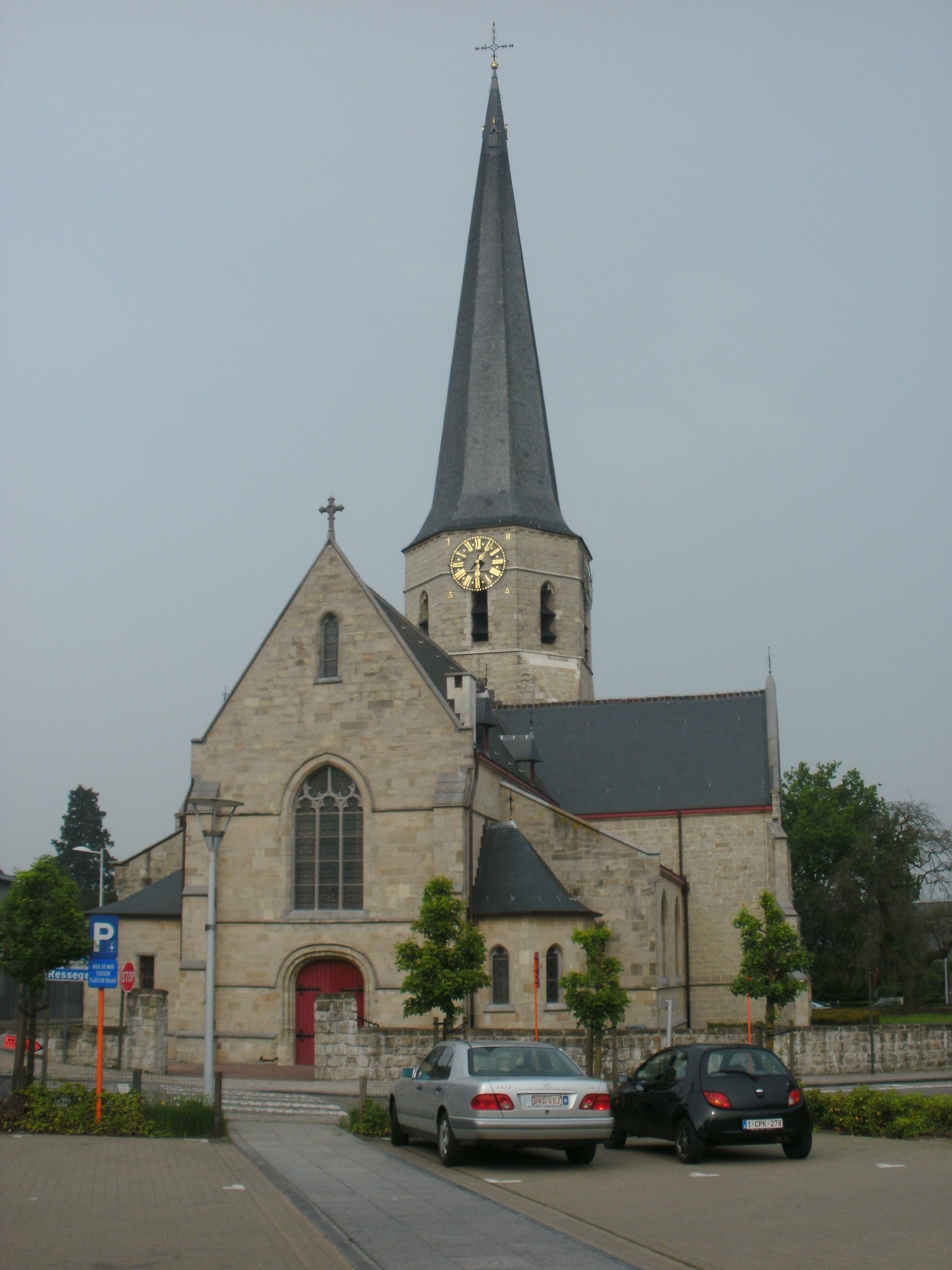
Kerk van Borsbeke en dorpsplein
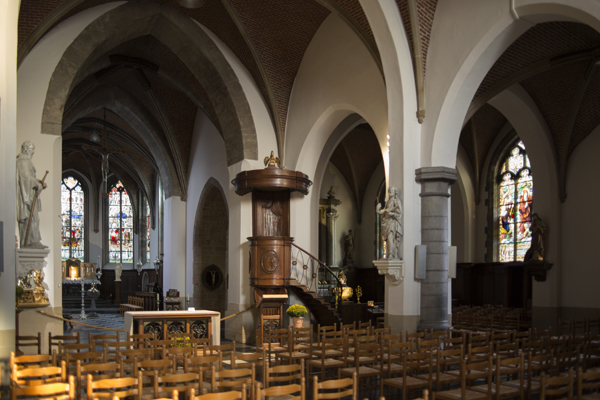
Binnenkant kerk van Borsbeke
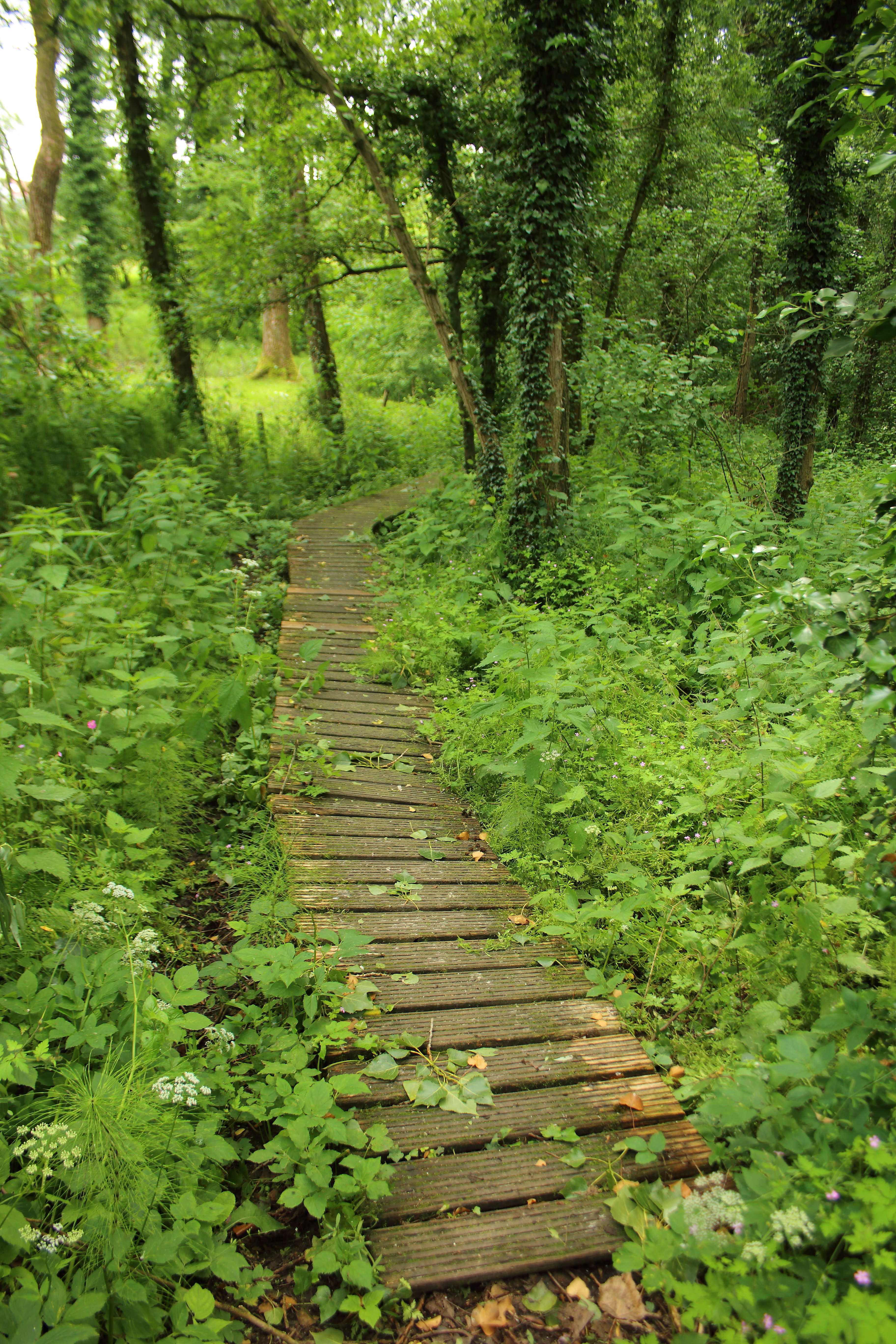
Duivenbos

## Economie
Herzele telt enkele wijngaarden en brouwerijen, te weten:

### Wijngaarden
- Wijndomein Piro in Herzele en Hillegem
- Wijndomein Près de Gand in Borsbeke

### Brouwerijen
- Brouwerij Van Den Bossche in Sint-Lievens-Esse
- Brouwerij De Ryck in Herzele

## Toerisme
Door Herzele lopen enkele fiets- en autoroutes, met name de Molenbeekroute, de Denderroute zuid en Denderende steden.

## Burchtruïne
De burcht van Herzele wordt voor het eerst vermeld in de 12e eeuw, door Lodewijk van Herzele. De vermoedelijke bouw van deze stenen waterburcht dateert uit de 13e-14e eeuw, met een donjon en een vierhoekige weermuur. In 1381 werd de burcht vernield door de Graaf van Vlaanderen, er was namelijk een conflict tussen de Gentenaars en de Graaf van Vlaanderen, en de toenmalige burchtheer, Seger, had de Gentse kant gekozen. In de 15e eeuw werd de burcht heropgebouwd door Jan van Roubaix, maar in 1579 werd de burcht definitief verwoest door de Spanjaarden, in de strijd tussen de katholieke Spanjaarden en het protestants gezinde Vlaanderen, als reactie op het feit dat de burchtheer, Pieter van Melun, de protestantse zijde koos. Sinds 1957 is de burcht een beschermd monument. In 1969 werden de restauratiewerken gestart, onder meer de noordelijke (zandstenen) toren is al herrezen. Volgens het grondplan werden de funderingen van de muren, de vierkante donjon en de hoektorens zichtbaar gemaakt. Een walgracht omsluit het geheel.

## Politiek

### Structuur
De gemeente Herzele ligt in het kieskanton Herzele in het provinciedistrict Geraardsbergen, het kiesarrondissement Aalst-Oudenaarde en de kieskring Oost-Vlaanderen.
| Herzele          | Herzele          | Supranationaal         | Nationaal                         | Nationaal                 | Gemeenschap               | Gewest                    | Provincie                 | Arrondissement   | Provinciedistrict | Kanton          | Gemeente        |
| ---------------- | ---------------- | ---------------------- | --------------------------------- | ------------------------- | ------------------------- | ------------------------- | ------------------------- | ---------------- | ----------------- | --------------- | --------------- |
| Administratief   | Niveau           | Europese Unie          | België                            | België                    | Vlaanderen                | Vlaanderen                | Oost-Vlaanderen           | Aalst            | Aalst             | Aalst           | Herzele         |
| Administratief   | Bestuur          | Europese Commissie     | Belgische regering                | Belgische regering        | Vlaamse regering          | Vlaamse regering          | Deputatie                 | Deputatie        | Deputatie         | Deputatie       | Gemeentebestuur |
| Administratief   | Raad             | Europees Parlement     | Kamer van Volksvertegenwoordigers | Vlaams Parlement          | Vlaams Parlement          | Vlaams Parlement          | Provincieraad             | Provincieraad    | Provincieraad     | Provincieraad   | Gemeenteraad    |
| Kiesomschrijving | Kiesomschrijving | Nederlands Kiescollege | Kieskring Oost-Vlaanderen         | Kieskring Oost-Vlaanderen | Kieskring Oost-Vlaanderen | Kieskring Oost-Vlaanderen | Kieskring Oost-Vlaanderen | Aalst-Oudenaarde | Geraardsbergen    | Herzele         | Herzele         |
| Verkiezing       | Verkiezing       | Europese               | Federale                          | Federale                  | Vlaamse                   | Vlaamse                   | Provincieraads-           | Provincieraads-  | Provincieraads-   | Provincieraads- | Gemeenteraads-  |

In Herzele woont ook gouverneur Carina Van Cauter. Zij is de vrouw van gewezen burgemeester Johan Van Tittelboom.

#### Bestuur 2007-2012
De meerderheid in de gemeenteraad werd gevormd door VLD (10 zetels) en sp.a (4 zetels).De oppositie bestond uit CD&V (9 zetels) en een lokale links-groene lijst LEEF! (2 zetels).

#### Bestuur 2013-2018
Burgemeester blijft Johan Van Tittelboom (Open Vld) Hij leidt een coalitie van Open Vld en N-VA met een meerderheid met 13 op 25 zetels.

#### Bestuur 2019-2024
Na de verkiezingen van 2018 haalde de Open Vld de absolute meerderheid, maar ging ze toch in coalitie met de CD&V. Tezamen hebben ze een meerderheid van 18 op 25 zetels. De burgemeester blijft Johan Van Tittelboom.

#### Bestuur 2024-2030
Na de verkiezingen van 2024 werd de coalitie tussen Open Vld en CD&V hernieuwd. De twee partijen beschikken over een meerderheid met 17 op 25 zetels. Burgemeester werd Benjamin Rogiers (Open Vld), die Johan Van Tittelboom opvolgde.

### Resultaten gemeenteraadsverkiezingen sinds 1976
| Partij               | Partij                                     | 10-10-1976 | 10-10-1976 | 10-10-1982 | 10-10-1982 | 9-10-1988 | 9-10-1988 | 9-10-1994 | 9-10-1994 | 8-10-2000 | 8-10-2000 | 8-10-2006 | 8-10-2006 | 14-10-2012 | 14-10-2012 | 14-10-2018 | 14-10-2018 | 13-10-2024 | 13-10-2024 |
| Stemmen / Zetels     | Stemmen / Zetels                           | %          | 25         | %          | 25         | %         | 25        | %         | 25        | %         | 25        | %         | 25        | %          | 25         | %          | 25         | %          | 25         |
| -------------------- | ------------------------------------------ | ---------- | ---------- | ---------- | ---------- | --------- | --------- | --------- | --------- | --------- | --------- | --------- | --------- | ---------- | ---------- | ---------- | ---------- | ---------- | ---------- |
|                      | LEEF!1/ LEEF! & Groen2                     | -          |            | -          |            | -         |           | 6,61      | 1         | 9,471     | 2         | 10,391    | 2         | 9,191      | 1          | 11,72      | 2          | 9,31       | 2          |
|                      | SP1/ sp.a2/ Roodgroen3                     | 15,461     | 3          | 17,621     | 4          | 18,731    | 5         | 17,091    | 4         | 16,371    | 4         | 16,482    | 4         | 12,532     | 3          | 11,13      | 2          | 8,3        | 1          |
|                      | Liberale Partij1/ PVV2/ VLD3/ Open Vld4    | 7,061      | 1          | 25,582     | 7          | 25,992    | 7         | 29,453    | 8         | 35,963    | 11        | 38,873    | 10        | 33,074     | 9          | 43,94      | 13         | 37,54      | 12         |
|                      | CVP1/ CD&V/N-VAA/ CD&V en Partners2/ CD&V3 | 38,541     | 11         | 40,441     | 11         | 39,661    | 11        | 37,31     | 11        | 28,661    | 8         | 34,26A    | 9         | 28,392     | 8          | 19,62      | 5          | 20,03      | 5          |
|                      | VU1/ VU&ID2/ CD&V/N-VAA/ N-VA3             | 10,951     | 2          | 12,681     | 3          | 9,441     | 2         | 6,321     | 1         | 4,432     | 0         | 34,26A    | 9         | 16,823     | 4          | 13,73      | 3          | 10,63      | 2          |
|                      | Vlaams Blok                                | -          |            | -          |            | -         |           | 3,24      | 0         | 5,1       | 0         | -         |           | -          |            | -          |            | 14,3       | 3          |
|                      | VCL                                        | 27,98      | 8          | -          |            | -         |           | -         |           | -         |           | -         |           | -          |            | -          |            | -          |            |
|                      | GEMBEL                                     | -          |            | -          |            | 6,17      | 0         | -         |           | -         |           | -         |           | -          |            | -          |            | -          |            |
|                      | LI                                         | -          |            | 3,67       | 0          | -         |           | -         |           | -         |           | -         |           | -          |            | -          |            | -          |            |
| Totaal stemmen       | Totaal stemmen                             | 11180      | 11180      | 11462      | 11462      | 11836     | 11836     | 12053     | 12053     | 12473     | 12473     | 12964     | 12964     | 13169      | 13169      | 13574      | 13574      | 9608       | 9608       |
| Opkomst %            | Opkomst %                                  |            |            |            |            | 97,52     | 97,52     | 96,17     | 96,17     | 95,54     | 95,54     | 96,39     | 96,39     | 95,19      | 95,19      | 95,4       | 95,4       | 64,7       | 64,7       |
| Blanco en ongeldig % | Blanco en ongeldig %                       | 2,07       | 2,07       | 2,81       | 2,81       | 3,83      | 3,83      | 3,59      | 3,59      | 4         | 4         | 4,05      | 4,05      | 3,79       | 3,79       | 4,2        | 4,2        | 1,1        | 1,1        |

De zetels van de gevormde meerderheid staan vetjes afgedrukt. De grootste partij is in kleur.
De rode cijfers naast de gegevens duiden aan onder welke naam de partijen telkens bij een verkiezing opkwamen.

## Sport
In Herzele spelen de voetbalclubs KVC De Toekomst Borsbeke, SV Sint-Antelinks en VC Herzele-Ressegem.
Volleybalclubs: VC Hebo Borsbeke-Herzele en Griffoenen Steenhuize
De voorbije jaren werden heel wat voetbalclubs opgedoekt: Woubrechtegem, VK Esse, FC Steenhuize, KFC Herzele, VC Ressegem en St Lucia Hillegem. De fusieclub VC Herzele-Ressegem is een fusie van het voorgaande Woubrechtegem, Hillegem, KFC Herzele en VC Ressegem.

## Bekende Herzelenaren
- Gustaaf De Ryck (1856), bierbrouwer
- Hilaire De Boom, architect

## Vervoer
in Herzele lopen de volgende gewest- of provinciale wegen:
- N8 Koksijde - Ninove - Brussel (Steenhuize-Wijnhuize)
- N42 Wetteren (Kwatrecht) - Geraardsbergen - Lessen
- N42B Zottegem (Grotenberge) - Herzele (Sint-Lievens-Esse en Steenhuize-Wijnhuize)
- N46 Erpe-Mere (Erpe) - Herzele (Borsbeke - Herzele - Hillegem) - Zottegem - Zwalm - Oudenaarde (Leupegem)
- N464 Herzele - Sint-Lievens-Esse

### Bus
In Herzele en deelgemeenten is er busvervoer naar de omliggende gemeenten. Er is ook een buslijn naar Gent via Sint-Lievens-Houtem, Oosterzele en Merelbeke.
Hieronder de verschillende buslijnen:
| (Bel)buslijn | Traject                                                            | Opmerkingen |
| ------------ | ------------------------------------------------------------------ | --- |
| 36           | Zottegem - Sint-Antelinks - Aspelare - Ninove                      | Rijdt enkel via Sint-Lievens-Esse, Steenhuize-Wijnhuize, Sint-Antelinks                                                                 |
| 39           | Brakel - Lierde - Ninove                                           | Steenhuize-Wijnhuize (N8) |
| 46           | Wetteren - Oosterzele - Zottegem                                   | Rijdt enkel via Hillegem, rijdt niet op zondag                                                                                          |
| 49           | Geraardsbergen - Herzele - Sint-Lievens-Houtem - Oosterzele - Gent | Traject Geraardsbergen-Herzele enkel in de week 8-9× per dag Rijdt enkel via Borsbeke, Herzele, Sint-Lievens-Esse, Steenhuize-Wijnhuize |
| 25           | Aalst - Erpe Vijfhuizen - Borsbeke - Zottegem                      | Rijdt via Borsbeke, Herzele, Vierwegen en Hillegem                                                                                      |
| 25           | Aalst - Erpe Vijfhuizen - Vlierzele - Herzele - Zottegem           | In de schoolspits extra traject Zottegem - Herzele - Woubrechtegem                                                                      |
| 93           | Aalst - Ressegem - Herzele Gemeentehuis                            | Rijdt enkel tijdens de schoolspits |
| 81           | Aalst - Mere - Aaigem (- Woubrechtegem) - Heldergem                | Stopt enkel in schoolspits in Woubrechtegem                                                                                             |
| 36           | Ninove - Aspelare - Zottegem                                       | Rijdt verschillende varianten |
| 87           | Aalst - Haaltert - Aspelare (- Sint-Antelinks) - Geraardsbergen    | Enkel in schoolspits van en naar Sint-Antelinks                                                                                         |
| 370          | Belbus Geraardsbergen                                              | Stad Geraardsbergen, gemeenten Brakel (enkel Parike), Herzele (enkel Steenhuize-Wijnhuize), Galmaarden                                  |
| 385          | Belbus Lede - Erpe-Mere                                            | Stad Aalst, gemeenten Erpe-Mere, Lede, Sint-Lievens-Houtem, Haaltert (enkel Ede), Herzele (enkel Borsbeke, Ressgem, Herzele)            |
| 390          | Belbus Herzele- Sint-Lievens-Houtem                                | Gemeenten: Zottegem, Herzele, Sint-Lievens-Houtem, Erpe-Mere (enkel Aaigem en Burst)                                                    |

### Treinen
In Herzele zijn er drie spoorwegstations, die liggen langs spoorlijn 89 Zandberg (Kortrijk)-Denderleeuw. Ze behoren tot het Brusselse GEN-treinnet met treinverbinding S3 Dendermonde-Brussel-Zottegem en S8 Louvain-La-Neuve-Brussel-Zottegem.
| Station          | Treinen per uur (week) | Treinen per uur (weekend) | Info                                                                                   |
| ---------------- | ---------------------- | ------------------------- | -------------------------------------------------------------------------------------- |
| Station Herzele  | 4                      | 2                         |                                                                                        |
| Station Hillegem | 4                      | 2                         |                                                                                        |
| Station Terhagen | 4                      | 2                         | Gelegen op de grens tussen Borsbeke en Ressegem, vernoemd naar het gehucht 'Terhagen'. |

## Trivia
- Bijnamen van de inwoners zijn: ganzenwachters, makraangasten.[6]

## Nabijgelegen kernen
Grotenberge, Sint-Lievens-Esse, Woubrechtegem, Ressegem, Borsbeke, Hillegem